# Зюзюки
Зюзюки (укр. Зюзюки) — село,
Перекрестовский сельский совет,
Роменский район,
Сумская область,
Украина.
Код КОАТУУ — 5924187103. Население по переписи 2001 года составляло 22 человека .

## Географическое положение
Село Зюзюки находится на расстоянии до 1 км от сёл Кашпуры и Кузьменково.
Рядом проходит автомобильная дорога Т-1913.